# Max Emanuel Ainmiller
Maximilian Emanuel Ainmiller (Munique, Reino da Baviera, 14 de fevereiro de 1807 — Munique, 8 de dezembro de 1870) foi um pintor alemão, reconhecido internacionalmente como pintor de vitrais.

## Biografia
Sob a tutela de Friedrich von Gärtner, diretor da Real Fábrica de Porcelana de Nymphenburg, Ainmiller estudou pintura em vidro, tanto como um processo mecânico, como uma arte, na Academia de Belas Artes, em Munique. Em 1828 foi nomeado diretor do recém-fundada fábrica real de vitrais em Munique. O método que ele gradualmente aperfeiçoou era um processo de esmalte aprovado na Renascença, e consistia na pintura, na verdade, do desenho sobre o vidro, que era submetido, já com cada cor aplicada, ao aquecimento cuidadosamente ajustado.
Os primeiros exemplares do trabalho de Ainmiller podem ser vistos na catedral de Regensburgo. Com poucas exceções, todas as janelas da catedral de Glasgow saíram de suas mãos. Outras amostras também podem ser vistas na catedral de São Paulo, em Londres, e na Peterhouse, da Universidade de Cambridge. A catedral de Colônia contém algumas de suas melhores produções. Ainmiller tinha considerável habilidade na pintura a óleo, especialmente de interiores, os seus quadros na Capela Real, do Castelo de Windsor e da Abadia de Westminster são muito admirados. Ainmiller está sepultado no Alter Südfriedhof, em Munique.
Maximilian foi também mentor de muitos pintores famosos, incluindo o futuro genro David Dalhoff Neal, avô do dramaturgo Max Neal, e do compositor Heinrich Neal, que nasceu alguns meses antes de sua morte.